# Vier Fäuste gegen Rio
Vier Fäuste gegen Rio (Originaltitel: Non c’è due senza quattro) ist eine italienische Komödie aus dem Jahr 1984 mit dem schlagkräftigen Schauspielergespann Bud Spencer und Terence Hill.

## Handlung
Die beiden milliardenschweren brasilianischen Vettern Bastiano (Terence Hill) und Antonio Coimbra (Bud Spencer) wollen ein Riesengeschäft abschließen, allerdings müssen sie deswegen um ihr Leben fürchten, da die Konkurrenz anscheinend auch vor Mord nicht zurückschreckt. Deshalb lassen sie sich von einer Doppelgänger-Agentur in New York zwei Doubles aus den USA suchen: den Stuntman Elliot Vance und den Kleinkriminellen und Jazz-Saxophonisten Greg Wonder. Diese nehmen den Auftrag für je eine Million Dollar an. Sie vereinbaren, dass jeder noch eine halbe Million Dollar zusätzlich erhält, sollten sie den Urheber der Anschläge identifizieren.
Nachdem sie im privaten Passagierjet der Coimbras nach Brasilien geflogen sind, beziehen die beiden schlagkräftigen Draufgänger Elliot und Greg das luxuriöse, riesenhafte Anwesen der Coimbras in Rio. Sie finden schnell Gefallen am Leben in Saus und Braus mit umfangreichem Dienstpersonal und Rolls-Royce. Gleichzeitig ermitteln sie gegen die Feinde der Coimbras. Während Elliot die platonische Freundin Bastianos kennenlernt, Donna Olympia Chavez di Altamirano, entlarvt Greg einen Spion bei den Coimbras: den Psychologen Dr. Eisenburg, welcher ihm unter Hypnose Betriebsgeheimnisse entlocken will. Er führt beide zu dem Kleinkriminellen Tango und dessen Boss, letzter erhielt seinen Auftrag aber nur telefonisch ohne seinen Auftraggeber zu kennen.  
Elliot und Greg machen mit diversen Eskapaden – unter anderem einer Barschlägerei – Schlagzeilen. Dieses rufschädigende Verhalten lässt die ängstlich-verkrampften Coimbras vorzeitig nach Rio zurückkehren; dabei geraten sie jedoch gemeinsam mit ihren Ebenbildern in die Schusslinie: Auf einer abgelegenen Fazenda kommt es zum Showdown mit einer ganzen Söldnertruppe, die die Coimbras für den Auftraggeber gefangen nehmen soll.
Elliot und Greg identifizieren den Drahtzieher: Donna Olympia. Diese will ihren Vater rächen, der die Schuld an seinem Bankrott Antonio in die Schuhe schiebt. Antonio plant, sich mit ihr zu versöhnen. Elliot und Greg kassieren ihre Belohnung und reisen zurück in die USA. Bastiano und Antonio nehmen sich vor, das Leben lockerer anzugehen.

## Synchronisation
Die Synchronfassung entstand bei der Rainer Brandt Filmproduktions GmbH in Berlin. Brandt schrieb das Dialogbuch und übernahm auch die Regie.
| Darsteller           | Rolle                                                    | Synchronsprecher  |
| -------------------- | -------------------------------------------------------- | ----------------- |
| Bud Spencer          | Greg Wonder/ Antonio Coimbra de la Coronilla y Azevedo   | Arnold Marquis    |
| Terence Hill         | Elliot Vance/ Bastiano Coimbra de la Coronilla y Azevedo | Thomas Danneberg  |
| Nello Pazzafini      | Don Tango                                                | Andreas Mannkopff |
| Dary Reis            | van der Bosch                                            | Jochen Schröder   |
| Atayde Acroverde     | Vinoicio                                                 | Ronald Nitschke   |
| C. V. Wood jr.       | Polizist                                                 | Horst Schön       |
| Fernando Amaral      | Angel Duarte                                             | Manfred Petersen  |
| Claudioney Penedo    | Boss von Don Tango                                       | Claus Jurichs     |
| Harold Bergman       | Chef der Doppelgängeragentur                             | Hans Nitschke     |
| Dennis Bourke        | Dr. Albert von Eisenburg                                 | Harry Wüstenhagen |
| Roberto Roney        | Nadino                                                   | Uwe Paulsen       |
| April Clough         | Olympia Chavez                                           | Evelyn Gressmann  |
| Giancarlo Bastianoni | Schläger                                                 | Knut Reschke      |
| Sam Siegel           | Headhunter der Vermittlungsfirma 2                       | Hermann Ebeling   |

## Drehorte
- Hauptdrehort ist Rio de Janeiro in Brasilien
- Der Flughafen heißt Santos Dumont
- Die große Christusstatue Cristo Redentor steht auf dem Berg Corcovado
- Die Strandszenen wurden am Praia Vermelha gedreht
- Die Stadionszenen sind im Maracanã-Stadion aufgenommen worden

## Kritiken
„14 Jahre nach Die rechte und die linke Hand des Teufels sind Spencer und Hill hier sichtlich in die Jahre gekommen. Fazit: Acht Fäuste, aber kein bisschen Grips“

## Trivia
Im Bürohaus in New York, wo die beiden ihren Auftrag erhalten, liegt auf einem Schemel die Ausgabe 15/1984 der deutschen Zeitschrift Der Spiegel mit dem Titel „Der Rheuma-Skandal“.
Für kurze Redewendungen wird statt Englisch bzw. Deutsch Spanisch gesprochen, die Landessprache Brasiliens ist jedoch Portugiesisch. Die Namen der Protagonisten sind eine Art Mischform aus portugiesischen (João, Coimbra, Azevedo) und spanischen (de la Coronilla y) Elementen.

## Veröffentlichung

### Blu-Ray
Am 15. November 2012 erschien bei 3L die Blu-Ray Version des Films.
Das Filmmaterial wurde hier vom Originalnegativ abgetastet und für die Blu-Ray Version restauriert.

### DVD
Der Film erschien am 24. April 2003 bei e-m-s new media auf DVD. Eine Neuauflage erschien 15. November 2012 bei 3L. Im Gegensatz zur vorherigen Veröffentlichung war nur noch die 16:9-Fassung enthalten.

### Soundtrack
Der Soundtrack des Films erschien im selben Jahr wie der Film als Schallplatte in Deutschland. Die Platte enthielt elf Songs und wurden von Franco Micalizzi mitkomponiert. Im Jahre 2008 wurde der Soundtrack erneuert und auf CD veröffentlicht.
| Originalauflage 1. What's goin' on (in Brazil) (Intro) 2. Flying Carousel 3. What's goin' on (in Brazil) 4. The Mysterios Man 5. A Guy with it's Pretty Girl 6. What's goin' on (in Brazil) 7. Hear it Tonight 8. What's goin' on (in Brazil) (Instrumental) 9. Mississippi Dream 10. What's goin' on (in Brazil) (Version zwei) 11. Samba é alegria | Neuauflage 1. Whats going on in Brazil 2. The mysterious man 3. Flying Carousel 4. Double Trouble theme (Bossanova) 5. A guy with it's pretty girls 6. Double trouble theme (Jazz Theme) 7. Hear it tonight 8. Double Trouble theme (Samba) 9. Mississippi dream 10. Quica theme 11. The mysterious man 12. Flute Rhythm 13. Double Trouble theme |